# Setaria verticillata
Espèce
Setaria verticillata, la sétaire verticillée, est une espèce de plantes monocotylédones de la famille des Poaceae, originaire de l'Ancien Monde.
C'est une plante herbacée annuelle à physiologie en C4, à port étalé, qui peut atteindre un mètre de haut.
Cette espèce s'est répandue dans de nombreuses régions tempérées et tropicales du monde et se comporte comme une mauvaise herbe des cultures, qui est également le vecteur de diverses maladies et bioagresseurs des plantes[réf. nécessaire].
Des populations de cette espèce ont été signalées comme résistantes à l'atrazine et à d'autres herbicides.

## Description

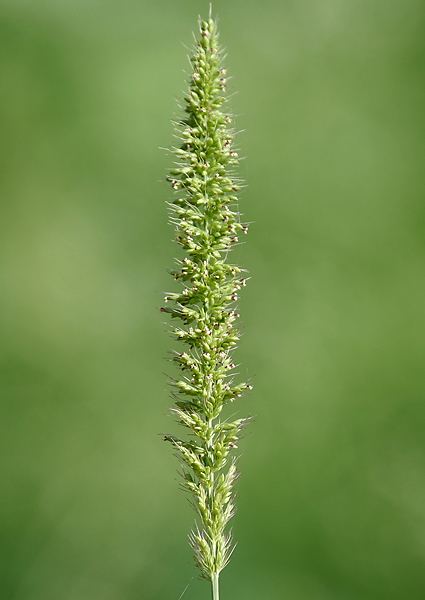
Panicule.

La sétaire verticillée est une plante herbacée annuelle  pouvant atteindre environ un mètre de haut.
La plante forme des touffes lâches, étalées, dont les tiges (chaumes) géniculées s'enracinent souvent au niveau des nœuds inférieurs. 
Les feuilles, généralement glabres, ont un limbe pouvant atteindre 30 cm de long sur 1 à 1,5 cm de large, aigu à l'extrémité, mince et souple, aux nervures bien distinctes.
La gaine est ciliée sur les bords dans les formes des régions tempérées et montre une ligule de 1 à 2 mm de haut, formée d'une frange de poils.
L'inflorescence est une panicule étroite, spiciforme, plus ou moins cylindrique, de 5 à 15 cm de long. 
Cette panicule est souvent un peu lobée, laissant apparaître le rachis par endroits.
Les épillets sont groupés sur de courtes ramifications réparties autour du rachis.
Chaque épillet, long de 2 à 2,5 mm, est sous-tendu par 1 à 3 poils de 2 à 8 mm de long. Ces poils munis d'aspérités rabattues vers le bas (rétrorses) permettent aux épillets de s'accrocher à la fourrure des animaux ou aux vêtements et souvent à d'autres inflorescences.
La glume inférieure est deux fois plus courte que l'épillet, tandis que la glume supérieure, aussi longue que l'épillet, cache la lemme supérieure finement ridée. 
Le fruit est un caryopse, long de 1,2 à 1,5 mm, de couleur brun clair et de forme ovoïde, légèrement comprimé dorso-ventralement.

## Distribution
L'aire de répartition originelle de Setaria verticillata se situe vraisemblablement dans l'Ancien Monde et comprendrait l'Afrique du Nord (Algérie, Égypte, Libye, Maroc, Tunisie), l'Asie tempérée (péninsule arabique, Caucase, Chine, Asie centrale , Proche et Moyen-Orient : Chypre, Iran, Irak, Israël, Liban, Turquie) et l'Europe orientale, centrale et méridionale.
L'espèce s'est naturalisée dans de nombreuses autres régions : Extrême-orient (Japon), Australasie (Australie, Nouvelle-Zélande), Scandinavie (Danemark, Finlande, Norvège), Amérique du Nord (Canada, États-Unis, Mexique), Océanie (Hawaï), Amérique du Sud (Brésil, Chili, Pérou).

## Taxinomie

### Synonymes
Selon Catalogue of Life (5 jui 2016) :
- Chaetochloa ambigua (Guss.) Scribn. & Merr.,
- Chaetochloa brevispica Scribn. & Merr.,
- Chaetochloa verticillata (L.) Scribn.,
- Chaetochloa verticillata var. breviseta (Mutel) Farw.,
- Chamaeraphis italica var. ambigua (Guss.) Kuntze,
- Chamaeraphis italica var. aparine (Steud.) Kuntze,
- Chamaeraphis italica var. densa Kuntze,
- Chamaeraphis italica var. rottleri (Spreng.) Kuntze,
- Chamaeraphis italica var. verticillata (L.) Kuntze,
- Chamaeraphis verticillata (L.) Porter,
- Ixophorus verticillatus (L.) Nash,
- Panicum adhaerens Forssk.,
- Panicum ambiguum (Guss.) Hausskn., nom. illeg.,
- Panicum aparine Steud.,
- Panicum asperum Lam.,
- Panicum decipiens (F.W.Schultz) E.H.L.Krause, nom. illeg.,
- Panicum floribundum Willd. ex Spreng., pro syn.,
- Panicum italicum Ucria, nom. illeg.,
- Panicum respiciens (A.Rich.) Hochst. ex Steud.,
- Panicum rottleri (Spreng.) Nees, nom. illeg.,
- Panicum rude Lam. ex Steud., nom. nud.,
- Panicum verticillatum L.,
- Panicum verticillatum var. ambiguum Guss.,
- Panicum verticillatum var. antrorsum A.Braun,
- Panicum verticillatum var. aparine (Steud.) Asch. & Schweinf.,
- Panicum verticillatum subsp. aparine (Steud.) T.Durand & Schinz,
- Panicum verticillatum var. brevisetum Mutel,
- Panicum verticillatum var. coloratum A.Braun ex Asch. & Graebn.,
- Panicum verticillatum var. parviflorum Döll,
- Panicum verticillatum var. retrorsum Asch. & Schweinf.,
- Panicum verticillatum var. robustum A.Braun ex Asch. & Graebn.,
- Panicum verticillatum var. seticuliferum Pauquy,
- Panicum verticillatum var. vulgare Döll, nom. inval.,
- Panicum viride Desf., nom. illeg.,
- Pennisetum respiciens A.Rich.,
- Pennisetum verticillatum (L.) R.Br.,
- Setaria adhaerens (Forssk.) Chiov.,
- Setaria adhaerens var. ambigua (Guss.) Belo-Corr.,
- Setaria adhaerens var. antrorsa (A.Braun) H.Scholz,
- Setaria adhaerens var. font-queri Calduch,
- Setaria adhaerens subsp. verticillata (L.) Belo-Corr.,
- Setaria adhaerens var. verticillata (L.) Belo-Corr.,
- Setaria ambigua (Guss.) Guss., nom. illeg.,
- Setaria ambigua var. latifolia Freyn,
- Setaria ambigua f. major Bujor.,
- Setaria ambigua f. ramiflora Bujor.,
- Setaria ambigua f. schulteissii A.Zimm.,
- Setaria aparine (Steud.) Chiov.,
- Setaria brevispica (Scribn. & Merr.) K.Schum.,
- Setaria carnei Hitchc.,
- Setaria conglomerata Fr. ex Schltdl.,
- Setaria decipiens F.W.Schultz,
- Setaria decipiens Schimp. ex Morariu, nom. illeg.,
- Setaria decipiens f. latifolia (Freyn) Soó,
- Setaria decipiens f. major (Bujor.) Soó,
- Setaria decipiens var. schulteissii (A.Zimm.) Morariu,
- Setaria decipiens f. schultheissii (A.Zimm.) Soó,
- Setaria depauperata Phil.,
- Setaria floribunda Spreng.,
- Setaria gussonei Kerguélen,
- Setaria italica var. aparine (Steud.) Kuntze,
- Setaria leiantha f. subhirsuta Hack.,
- Setaria nubica Link,
- Setaria panicea subsp. ambigua (Guss.) Asch. & Graebn.,
- Setaria pratensis Phil.,
- Setaria pseudoverticillata Schltdl., pro syn.,
- Setaria respiciens (A.Rich.) Walp.,
- Setaria rottleri Spreng.,
- Setaria teysmannii Miq.,
- Setaria verticillata subsp. adhaerens (Forssk.) Jauzein,
- Setaria verticillata f. ambigua (Guss.) B.Boivin,
- Setaria verticillata var. ambigua (Guss.) Parl.,
- Setaria verticillata subsp. ambigua (Guss.) Trab. ex Cuénod,
- Setaria verticillata var. aparine (Steud.) Asch. & Graebn.,
- Setaria verticillata subsp. aparine (Steud.) T.Durand & Schinz,
- Setaria verticillata f. arenosa (Schur) Morariu,
- Setaria verticillata var. arenosa Schur,
- Setaria verticillata var. breviseta Godr., nom. illeg.,
- Setaria verticillata var. breviseta Gray,
- Setaria verticillata var. congesta F.Gérard,
- Setaria verticillata var. font-queri (Calduch) O.Bolòs & Vigo,
- Setaria verticillata var. latifolia Freyn,
- Setaria verticillata var. longiseta Ducommun,
- Setaria verticillata var. pilifera B.de Lesd.,
- Setaria verticillata var. pubescens Maire & Weiller, nom. inval.,
- Setaria verticillata var. ramosa N.H.F.Desp.,
- Setaria verticillata var. respiciens (A.Rich.) A.Braun,
- Setaria verticillata var. robusta (A.Braun ex Asch. & Graebn.) Vollm.,
- Setaria verticilliformis Dumort.,
- Setaria viridis var. ambigua (Guss.) Coss. & Durieu,
- Setaria viridis subsp. ambigua (Guss.) K.Richt.,
- Setaria viridis var. insularis A.Terracc.,
- Setariopsis verticillata (L.) Samp.

### Liste des variétés
Selon The Plant List (5 juin 2016) :
- variété Setaria verticillata var. ambigua (Guss.) Parl.
- variété Setaria verticillata var. colorata (A. Braun ex Asch. & Graebn.) Podp.
- variété Setaria verticillata var. robusta (A. Braun) Hegi

### Liste des sous-espèces et variétés
Selon Tropicos (5 juin 2016) (Attention liste brute contenant possiblement des synonymes) :
- sous-espèce Setaria verticillata subsp. ambigua (Guss.) K. Richt.
- sous-espèce Setaria verticillata subsp. aparine (Steud.) T. Durand & Schinz
- sous-espèce Setaria verticillata subsp. euverticillata Briq.
- sous-espèce Setaria verticillata subsp. verticillata
- variété Setaria verticillata var. ambigua (Guss.) Parl.
- variété Setaria verticillata var. aparine (Steud.) Asch. & Schweinf.
- variété Setaria verticillata var. arenosa Schur
- variété Setaria verticillata var. breviseta Gray
- variété Setaria verticillata var. colorata (A. Braun ex Asch. & Graebn.) Podp.
- variété Setaria verticillata var. latifolia Freyn
- variété Setaria verticillata var. longiseta Ducommun
- variété Setaria verticillata var. multiflora Goiran
- variété Setaria verticillata var. pilifera de Lesd.
- variété Setaria verticillata var. pubescens Maire & Weiller
- variété Setaria verticillata var. ramosa Ducommun
- variété Setaria verticillata var. respiciens (Hochst. ex A. Rich.) A. Braun
- variété Setaria verticillata var. robusta (A. Braun) Hegi
- variété Setaria verticillata var. verticillata
- variété Setaria verticillata var. vivipara Schur